# Şişli Plaza
Das Şişli Plaza ist ein Hochhaus in Istanbul, Türkei, mit 40 regulären Etagen, zwischen denen vier weitere Etagen mit öffentlichen Verkaufseinrichtungen im Sockelgeschoss und zwei Etagen mit einer Radiostation liegen. Damit hat das Şişli Plaza 46 oberirdische Etagen.
Die Höhe der regulären Etagen beträgt 3,5 m, während die Etagen mit den Verkaufseinrichtungen 4,0 m hoch sind. Das Şişli-Plaza-Projekt wurde auf einer Grundfläche von 15484 m2 gebaut, bietet eine nutzbare Fläche von 103403 m2 und besteht aus drei Blöcken; die Blöcke A und C haben neun Etagen, während Block B (der „Residential Tower“) aus 46 Etagen besteht.